# Ingerophrynus
Ingerophrynus és un gènere d'amfibis de la família dels bufònids que conté 11 espècies.

## Taxonomia
| Nom comú | Nom binomial                                   |
| -------- | ---------------------------------------------- |
|          | Ingerophrynus biporcatus (Gravenhorst, 1829)   |
|          | Ingerophrynus celebensis (Günther, 1859)       |
|          | Ingerophrynus claviger (Peters, 1863)          |
|          | Ingerophrynus divergens (Peters, 1871)         |
|          | Ingerophrynus galeatus (Günther, 1864)         |
|          | Ingerophrynus gollum (Grismer, 2007)           |
|          | Ingerophrynus kumquat (Das and Lim, 2001)      |
|          | Ingerophrynus macrotis (Boulenger, 1887)       |
|          | Ingerophrynus parvus (Boulenger, 1887)         |
|          | Ingerophrynus philippinicus (Boulenger, 1887)  |
|          | Ingerophrynus quadriporcatus (Boulenger, 1887) |